# Jacinto López
Pour les articles homonymes, voir López.
Jacinto López, né le 3 novembre 1969 à Paipa, est un coureur de fond colombien. Il est champion d'Amérique du Sud de 10 000 m 2006 et double champion d'Amérique du Sud de course en montagne. Il a remporté 40 titres nationaux en athlétisme, cross-country et course en montagne.

## Biographie
Il débute l'athlétisme à l'âge de 18 ans, en courant avec des amis, dont notamment Hérder Vásquez. Après huit mois d'entraînement, il s'inscrit à sa première compétition. Inconnu et sans argent, un étranger lui paie son inscription en lui promettant un sac de pommes de terre s'il gagnait. Partant en tête dès le début, personne ne lui suit en pensant qu'il ne tiendra pas le coup. Jacinto remporte la course et son sac de pommes de terre. Il s'inscrit par la suite à la Liga de Atletismo de Boyacá et devient champion junior de Colombie de cross-country à 19 ans.
Inspiré par son compatriote Jairo Correa, il se rend en Suisse en 1994 pour participer aux courses de montagne. Il remporte les courses Aigle-Leysin, puis Thyon-Dixence. Le 14 août, il prend le départ de Sierre-Zinal. Avec son compatriote José Guerrero, il s'empare des commandes de la course dès le début. Alors que Guerrero craque à mi-parcours, Jacinto tient bon et résiste au Fribourgeois Jean-François Cuennet pour aller s'offrir la victoire. Une semaine après, il décroche la victoire à Neirivue-Moléson sur le nouveau parcours de 15,8 km.
En 1996 et 1997, il remporte ses premiers succès internationaux sur piste en remportant la médaille d'argent sur 10 000 mètres aux championnats ibéro-américains d'athlétisme, aux championnats d'Amérique centrale et des Caraïbes puis aux Jeux bolivariens, en terminant à chaque fois derrière Hérder Vásquez.
Lors des Jeux sud-américains de 1998, il décroche deux médailles d'or sur les distances de 5 000 mètres et 10 000 mètres. En décembre 1998, il termine deuxième au semi-marathon Modesto Carrión Internacional à Juncos mais se blesse. Il requiert l'aide du médecin de son équipe sportive, sponsorisée par la boisson Pony Malta. Les traitements dispensés s'avèrent inefficaces et Jacinto se rend auprès d'un autre médecin pour se faire soigner. Son sponsor décide alors de le laisser tomber.
En 2005, il remporte la médaille d'argent sur 5 000 mètres aux championnats d'Amérique du Sud d'athlétisme. Aux Jeux bolivariens, il décroche la médaille de bronze sur 5 000 m et 10 000 m,.
Le 19 août 2006, il devient le premier champion d'Amérique du Sud de course en montagne à Tunja. Le 29 septembre, il devient champion d'Amérique du Sud du 10 000 m à Tunja en courant 31 min 41 s 00.
Le 15 décembre 2007, il remporte la Corrida del Rio Cali. Il est contrôlé positif au clenbutérol lors d'un test antidopage et reçoit une suspension de deux ans,.
Le 11 août 2012 à Aratoca, il remporte son second titre de champion d'Amérique du Sud de course en montagne en terminant une minute devant son compatriote Jhon Jairo Vargas.

## Palmarès

### Piste
| Année | Compétition                                                   | Lieu         | Place | Épreuve  | Performance    |
| ----- | ------------------------------------------------------------- | ------------ | ----- | -------- | -------------- |
| 1996  | Championnats ibéro-américains d'athlétisme                    | Medellín     | 2e    | 10 000 m | 30 min 9 s 76  |
| 1997  | Championnats d'Amérique centrale et des Caraïbes d'athlétisme | San Juan     | 2e    | 10 000 m | 30 min 24 s 21 |
| 1997  | Jeux bolivariens                                              | Arequipa     | 2e    | 10 000 m | 30 min 14 s 8  |
| 1998  | Championnats de Colombie d'athlétisme                         | Bucaramanga  | 1er   | 5 000 m  | 14 min 8 s 5   |
| 1998  | Jeux sud-américains                                           | Cuenca       | 1er   | 5 000 m  | 14 min 45 s 59 |
| 1998  | Jeux sud-américains                                           | Cuenca       | 1er   | 10 000 m | 30 min 9 s 5   |
| 1999  | Championnats d'Amérique du Sud d'athlétisme                   | Bogota       | 6e    | 5 000 m  | 14 min 58 s 31 |
| 2003  | Championnats de Colombie d'athlétisme                         | Bogota       | 1er   | 5 000 m  | 14 min 56 s 20 |
| 2003  | Championnats d'Amérique du Sud d'athlétisme                   | Barquisimeto | 7e    | 5 000 m  | 14 min 36 s 66 |
| 2003  | Championnats d'Amérique du Sud d'athlétisme                   | Barquisimeto | 5e    | 10 000 m | 30 min 30 s 37 |
| 2004  | Jeux nationaux de Colombie                                    | Bogota       | 1er   | 10 000 m | 30 min 42 s 44 |
| 2004  | Jeux nationaux de Colombie                                    | Bogota       | 1er   | 5 000 m  | 14 min 37 s 60 |
| 2005  | Championnats d'Amérique du Sud d'athlétisme                   | Cali         | 2e    | 5 000 m  | 14 min 14 s 07 |
| 2005  | Jeux bolivariens                                              | Armenia      | 3e    | 5 000 m  | 14 min 41 s 40 |
| 2005  | Jeux bolivariens                                              | Armenia      | 3e    | 10 000 m | 30 min 45 s 45 |
| 2006  | Championnats de Colombie d'athlétisme                         | Bucaramanga  | 1er   | 10 000 m | 30 min 42 s 42 |
| 2006  | Championnats d'Amérique du Sud d'athlétisme                   | Tunja        | 1er   | 10 000 m | 31 min 41 s 00 |
| 2006  | Championnats d'Amérique du Sud d'athlétisme                   | Tunja        | 5e    | 5 000 m  | 15 min 13 s 23 |

### Route
| Année | Compétition                    | Lieu          | Place | Épreuve          | Performance     |
| ----- | ------------------------------ | ------------- | ----- | ---------------- | --------------- |
| 1996  | Semi-marathon de Medellín      | Medellín      | 2e    | Semi-marathon    | 1 h 3 min 29 s  |
| 1997  | Marathon de Los Angeles        | Los Angeles   | 4e    | Marathon         | 2 h 17 min 41 s |
| 1998  | Modesto Carrión Internacional  | Juncos        | 2e    | Semi-marathon    | 1 h 8 min 0 s   |
| 2000  | Semi-marathon de San Cristóbal | San Cristóbal | 1er   | Semi-marathon    | 1 h 6 min 34 s  |
| 2004  | Semi-marathon de Bogota        | Bogota        | 3e    | Semi-marathon    | 1 h 4 min 45 s  |
| 2004  | Semi-marathon de Medellín      | Medellín      | 2e    | Semi-marathon    | 1 h 4 min 31 s  |
| 2005  | Course de Girardot             | Girardot      | 2e    | 15 kilomètres    | 47 min 3 s      |
| 2005  | Carrera de los Libertadores    | Duitama       | 1er   | Course populaire | 44 min 37 s     |
| 2008  | Jeux nationaux de Colombie     | Cali          | 2e    | Marathon         | 2 h 24 min 24 s |

### Course en montagne
| no  | masculin      | Course                                               | Longueur | Départ       | Temps           |
| --- | ------------- | ---------------------------------------------------- | -------- | ------------ | --------------- |
| 1re | Médaille d'or | Thyon-Dixence                                        | 16,35 km | 7 août 1994  | 1 h 9 min 17 s  |
| 1re | Médaille d'or | Sierre-Zinal                                         | 31 km    | 14 août 1994 | 2 h 35 min 25 s |
| 1re | Médaille d'or | Neirivue-Moléson                                     | 15,8 km  | 21 août 1994 | 1 h 19 min 13 s |
| 1re | Médaille d'or | Championnats d'Amérique du Sud de course en montagne | 9 km     | 19 août 2006 | 32 min 56 s     |
| 1re | Médaille d'or | Championnats d'Amérique du Sud de course en montagne | 7,5 km   | 11 août 2012 | 46 min 39 s     |

## Records
| Épreuve       | Performance     | Date             | Lieu        |
| ------------- | --------------- | ---------------- | ----------- |
| 3 000 mètres  | 7 min 52 s 76   | 29 mai 1997      | Séville     |
| 5 000 mètres  | 13 min 44 s 23  | 17 avril 1999    | Walnut      |
| 10 000 mètres | 30 min 9 s 76   | 10 mai 1996      | Medellín    |
| 10 kilomètres | 30 min 21 s     | 7 novembre 2004  | Bucaramanga |
| 15 kilomètres | 45 min 22 s     | 31 décembre 1991 | São Paulo   |
| Semi-marathon | 1 h 3 min 29 s  | 6 octobre 1996   | Medellín    |
| Marathon      | 2 h 17 min 41 s | 2 mars 1997      | Los Angeles |